# Hotell Halcyon
Hotell Halcyon är en brittisk dramaserie från 2017. Serien hade premiär på ITV den 2 januari 2017. Serien skapades av Charlotte Jones, som också skrivit dess manus, om ett lyxhotell i hjärtat av London, i en värld splittrad av krig. Två av seriens främsta roller spelas av Steven Mackintosh och Olivia Williams. Serien lades ned efter en säsong.

## Handling
Serien följer livet på ett glamouröst femstjärnigt hotell mitt i Londons societet, under andra världskriget. Kriget har inverkan på alla, oavsett social ställning, på familjer, politik, relationer och arbete. Ingen går säker, vare sig för bomber, medlöpare eller motståndare. Hotellets ägare lord Hamilton håller ett hemligt möte för att diskutera affärer under de nya förutsättningar kriget burit med sig, ska man akta sig för tyskarna eller samarbeta med dem? 
Efter mötet får hotellchefen Richard Garland ett sjå med att snabbt rädda situationen som uppstår då lady Hamilton anländer hem till makarnas hotellsvit tidigare än beräknat. Hans dotter Emma, som också arbetar på hotellet, har en spirande romans på gång med hotellarvtagaren Freddie Hamilton, som ska bli stridspilot. Hotellets sångerska lever livets glada dagar, underhåller publiken i hotellets bar på kvällen och går ut och festar på nätterna. På hotellet finns också en amerikansk journalist som bevakar vartenda steg alla tar, och rapporterar i radio om sina iakttagelser, det gäller att hålla sig vän med honom. Mitt i alltihop ljuder bomblarmet över stan...

## Om serien
Det fanns flera potentiella inspelningsplatser för Hotell Halcyon, inklusive Liverpool, Manchester och Dublin, men den filmades slutligen i en studio i London. Med exteriörer filmade bland annat vid Lincolns Inn Fields nr 32 i centrala London, i tidigare fastighetsregistrets byggnad, numera tillhörande London School of Economics.
Syftet med serien var att undersöka andra världskrigets London från ett nytt perspektiv, genom alla de olika personer som passerar på hotellet. Serien har liknats vid Downton Abbey, men Halcyons producent Chris Croucher, anser att Hotell Halcyons dialog är "mer slagkraftig" och att serien "har mer energi". Tidningen Radio Times menade dock att Hotell Halcyon "har en liten bit av Downton Abbey och en liten bit av Mr Selfridge inrymt".
En cover på låten "Marvellous Party", komponerad och skriven av Noël Coward 1938, framförs av den brittiska soulsångerskan Beverley Knight i serien och släpptes som en del av dess soundtrack.

## Rollista i urval
- Steven Mackintosh - Richard Garland, föreståndare
- Olivia Williams - Priscilla, Lady Hamilton
- Alex Jennings - Lord Hamilton, hotellägare och politiker
- Annabelle Apsion - Lillian Hobbs, hushållerska
- Mark Benton - Dennis Feldman, portvakt (head concierge)
- Jamie Blackley - Freddie Hamilton, Lord Hamiltons son och arvinge, nyligen kvalificerad RAF stridspilot
- Edward Bluemel - Toby Hamilton, Freddies tvillingbror, universitetsforskare
- Alex Boxall - Tom Hill, servitör
- Nick Brimble - Skinner, dörrvakt
- Michael Carter - Wilfred Reynolds, receptionsföreståndare
- Lauren Coe - Kate Loughlin, husa
- Hermione Corfield - Emma Garland, receptionist, Richards dotter
- Sope Dirisu - Sonny Sullivan, bandledare och pianist
- Charles Edwards - Lucian D'Abberville, Comte De St Claires faktotum och hotellgäst
- Kevin Eldon - George Parry, kock
- Gordon Kennedy - Robbie, souschef
- Akshay Kumar - Adil Joshi, bartender
- Ewan Mitchell - Billy Taylor, piccolo, Peggys son
- Nico Rogner - Max Klein, kitchen porter, österrikisk judisk flykting
- Matt Ryan - Joe O'Hara, amerikansk radiokorrespondent och hotellgäst
- Kara Tointon - Betsey Day, sångerska på hotellet
- Liz White - Peggy Taylor, telefonist
- Charity Wakefield - Charity Lambert
- Imogen Waterhouse - Lady Alexandra Cooper
- Eric Godon - Comte De St Claire, fransk flykting och hotellgäst
- Beverley Knight - Ruby, sångerska
- Jamie Cullum - sångare på klubben
- Danny Webb - Mortimer, officer på MI5
- Doug Allen - Jim Taylor, Peggys make
- Jonathan Aris - Asper, tysk spion
- Geoffrey McGivern - Lord Ambrose, politiker och tidigare vän med Lord Hamilton